# Bahnstrecke Mühlhausen–Treffurt
| Haltepunkt Normannstein |                      |                               |                               |
| Kursbuchstrecke: | 171 (1934)           |                               |                               |
| Streckenlänge: | 31,8 km              |                               |                               |
| Spurweite: | 1435 mm (Normalspur) |                               |                               |
| |                      |                               |                               |
| \| \| \| von Leinefelde \| \| \| \| 0,00 \| Mühlhausen (Thür) \| 202,4 m \| \| \| \| nach Gotha und Ebeleben \| \| \| \| 6,96 \| Oberdorla \| 217,6 m \| \| \| 9,10 \| Langula \| 234,3 m \| \| \| 17,25 \| Heyerode \| 427,8 m \| \| \| 18,50 \| Viadukt bei Heyerode \| Viadukt bei Heyerode \| \| \| 21,06 \| Diedorf (Eichsf) \| 372,4 m \| \| \| 24,37 \| Wendehausen \| 301,7 m \| \| \| 26,30 \| Normannstein \| 260,7 m \| \| \| \| \| \| \| \| 28,70 \| Landesgrenze Thüringen/Hessen \| Landesgrenze Thüringen/Hessen \| \| \| \| \| \| \| \| 29,45 \| Feldmühle \| Feldmühle \| \| \| \| \| \| \| \| 30,00 \| Landesgrenze Hessen/Thüringen \| Landesgrenze Hessen/Thüringen \| \| \| \| \| \| \| \| \| von Schwebda \| \| \| \| 31,79 \| Treffurt \| 176,6 m \| \| \| \| nach Wartha \| \| |                      |                               |                               |
| Strecke |                      | von Leinefelde                | von Leinefelde                |
| Bahnhof | 0,00                 | Mühlhausen (Thür)             | 202,4 m                       |
| Abzweig ehemals geradeaus und nach links |                      | nach Gotha und Ebeleben       | nach Gotha und Ebeleben       |
| Bahnhof (Strecke außer Betrieb) | 6,96                 | Oberdorla                     | 217,6 m                       |
| Bahnhof (Strecke außer Betrieb) | 9,10                 | Langula                       | 234,3 m                       |
| Bahnhof (Strecke außer Betrieb) | 17,25                | Heyerode                      | 427,8 m                       |
| Brücke (Strecke außer Betrieb) | 18,50                | Viadukt bei Heyerode          | Viadukt bei Heyerode          |
| Bahnhof (Strecke außer Betrieb) | 21,06                | Diedorf (Eichsf)              | 372,4 m                       |
| Bahnhof (Strecke außer Betrieb) | 24,37                | Wendehausen                   | 301,7 m                       |
| Haltepunkt / Haltestelle (Strecke außer Betrieb) | 26,30                | Normannstein                  | 260,7 m                       |
| |                      |                               |                               |
| Grenze (Strecke außer Betrieb) | 28,70                | Landesgrenze Thüringen/Hessen | Landesgrenze Thüringen/Hessen |
| |                      |                               |                               |
| Haltepunkt / Haltestelle (Strecke außer Betrieb) | 29,45                | Feldmühle                     | Feldmühle                     |
| |                      |                               |                               |
| Grenze (Strecke außer Betrieb) | 30,00                | Landesgrenze Hessen/Thüringen | Landesgrenze Hessen/Thüringen |
| |                      |                               |                               |
| Abzweig geradeaus und von rechts (Strecke außer Betrieb) |                      | von Schwebda                  | von Schwebda                  |
| Bahnhof (Strecke außer Betrieb) | 31,79                | Treffurt                      | 176,6 m                       |
| Strecke (außer Betrieb) |                      | nach Wartha                   | nach Wartha                   |

Die Bahnstrecke Mühlhausen–Treffurt, auch Vogteier Bimmelbahn genannt, war eine Nebenbahn in Thüringen und Hessen. Sie zweigte in Mühlhausen von der Bahnstrecke Gotha–Leinefelde ab und führte nach Treffurt, wo sie in die Bahnstrecke Schwebda–Wartha einmündete. Die Strecke wurde infolge der Deutschen Teilung bis 1968 stillgelegt.

## Geschichte
Die Strecke wurde am 1. April 1911 zwischen Heyerode und Treffurt sowie am 1. Juli 1911 zwischen Mühlhausen/Thüringen und Heyerode durch die Preußische Staatsbahn als normalspurige Nebenbahn mit einer Länge von 31,8 km in Betrieb genommen. Sie führte vom Bahnhof Mühlhausen nach Südwesten  im Einschnitt des Rieseninger Berges zur Vogtei und dann mit Steigung 1:40 auf die Höhe des Hainichs bis zum Bahnhof Heyerode; danach vorbei am Grenzhaus Heyerode zum fast einen km langen Diedorfer Einschnitt. Dem durch Industriebetriebe (Tabakverarbeitung und Strumpfwaren) bedeutsamen Ort wurden auf dem Schienenweg Arbeitskräfte und Material zugeführt. Der Steinbruch bei Wendehausen und die Ziegelei bei Kleintöpfer (heute beide nicht mehr existent) hatten ebenfalls wirtschaftliches Interesse an der Bahnlinie.
Ein Teil der Strecke kurz vor Treffurt mit dem Haltepunkt Feldmühle lag nach der Deutschen Teilung in der Bundesrepublik Deutschland. Bis 1952 durchquerten die Züge ohne Halt am Haltepunkt Feldmühle hessisches Gebiet, ab 1952 wurde der Bahnhof Treffurt nicht mehr angefahren. Bis 1960 fuhren noch Güterzüge bis zum Steinbruch Normannstein. Personenzüge verkehrten bis 29. September 1968 nach Wendehausen. Noch bis zum 2. September 1969 gab es Güterverkehr bis Langula. Am 19. November 1968 verunglückte ein von der Lokomotive 93 587 gezogener Bauzug. Aus Heyerode kommend, entgleiste er nach Bremsenversagen kurz vor dem Bahnhof Langula. Personen kamen nicht zu Schaden.
Kurz nach der Stilllegung wurde die Strecke abgebaut. Die Abschnitte Felchta–Oberdorla und Langula–Normannstein wurden zum Bahntrassenradweg umgestaltet, die Strecke ist ein Teil des Unstrut-Werra-Radwegs. Im alten Bahnhof Heyerode, dem Scheitelpunkt der Strecke, wird heute ein Ausflugslokal betrieben.

## Bilder

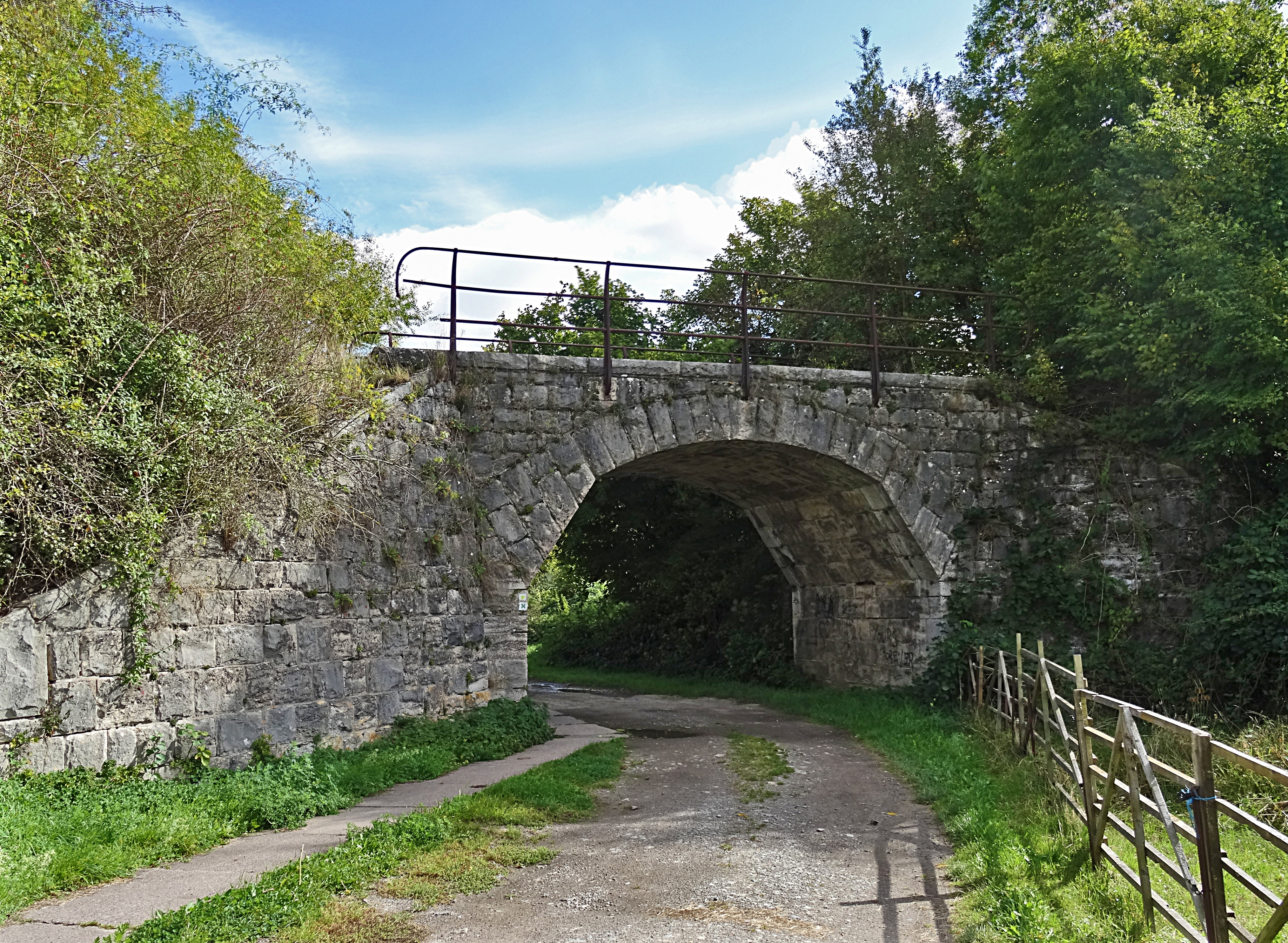
Brücke in Oberdorla
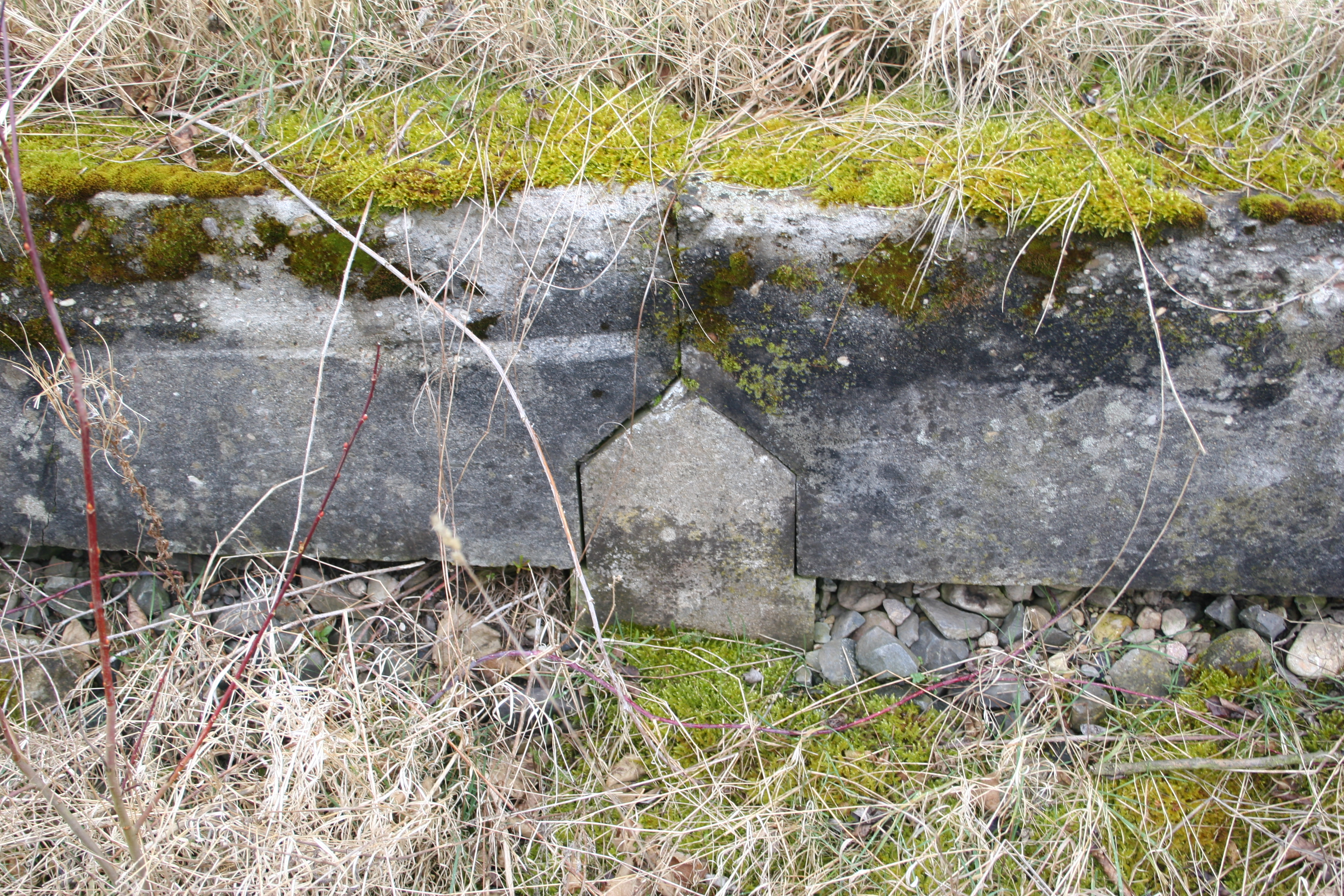
Detailansicht des Bahndamms bei Haltestelle Feldmühle
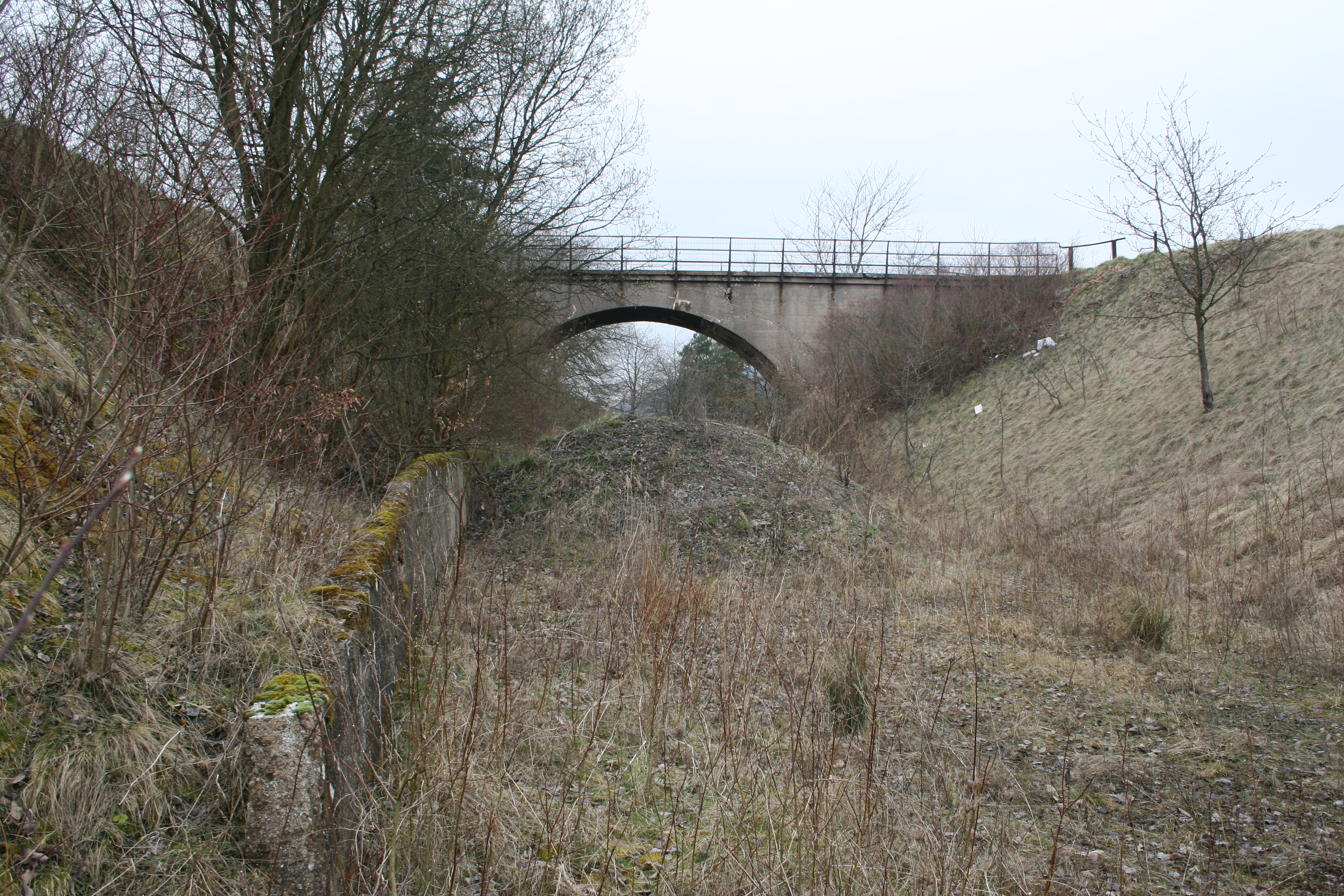
Überführung bei Haltestelle Feldmühle
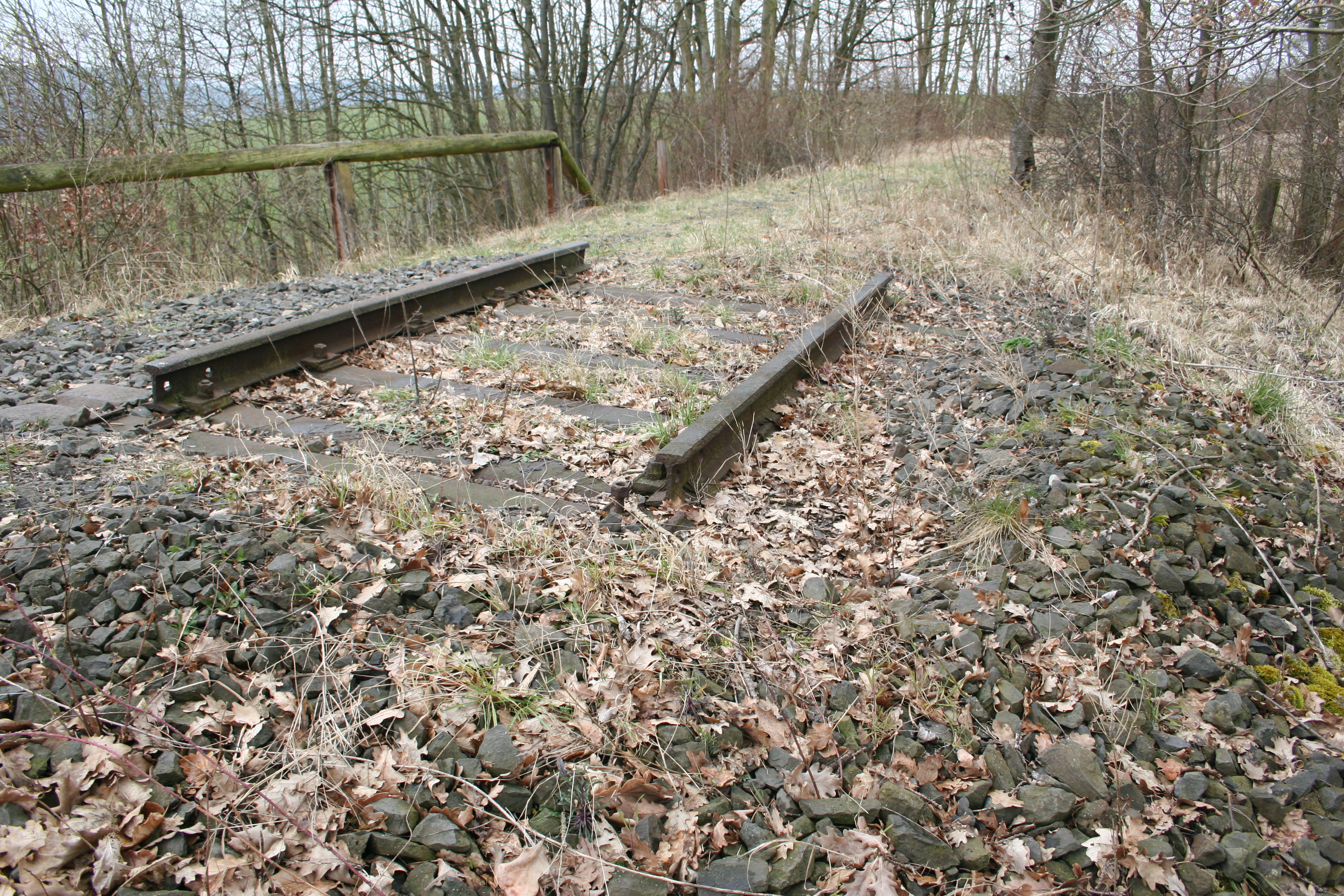
Letzte vorhandene Gleise zwischen Treffurt und Haltestelle Feldmühle

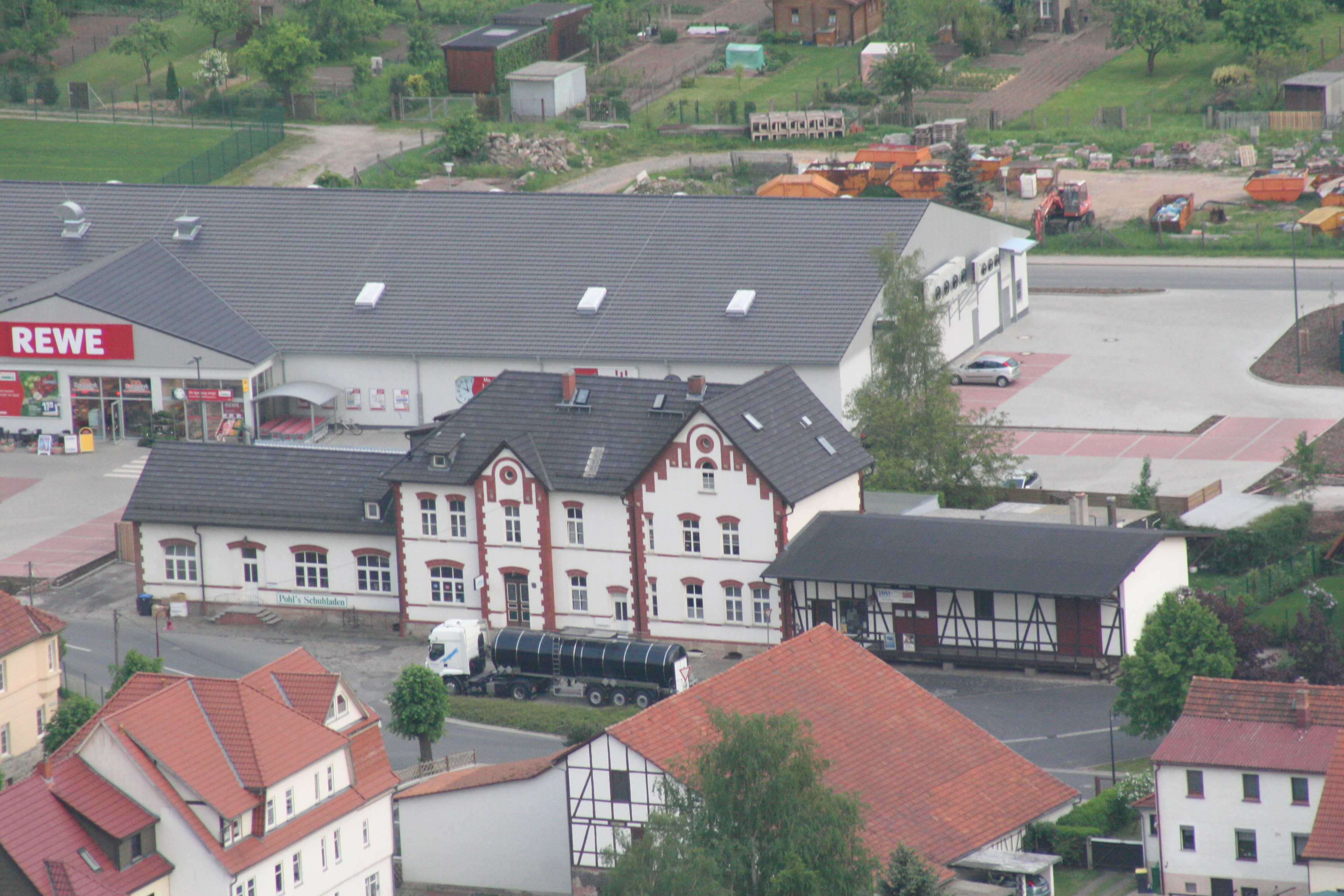
Nordansicht des ehemaligen Bahnhofs Treffurt
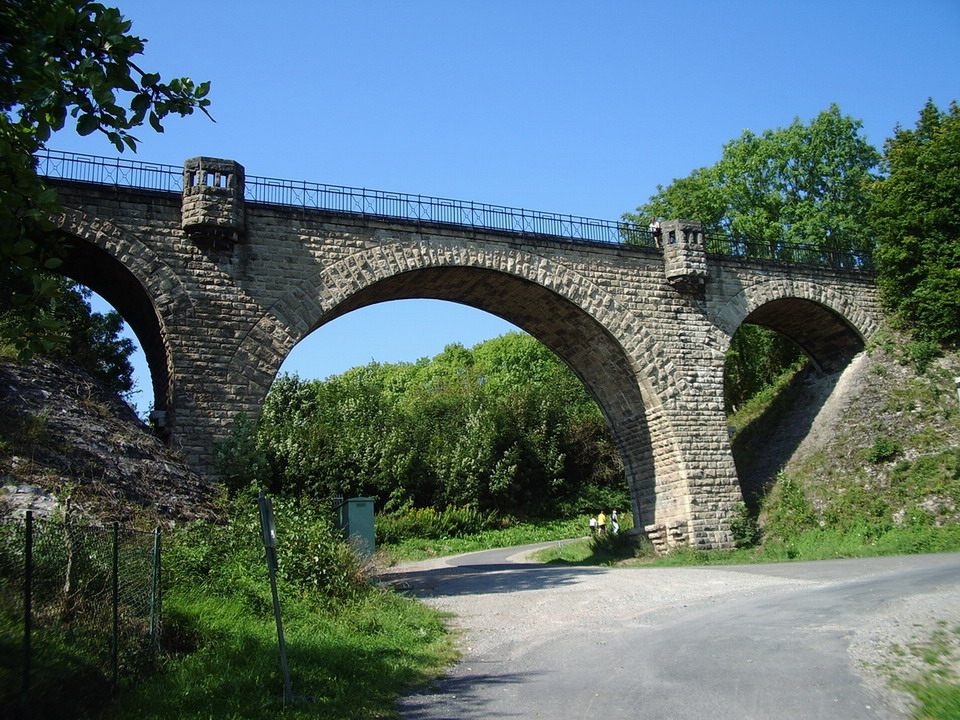
Viadukt bei Heyerode, als Radweg befahrbar
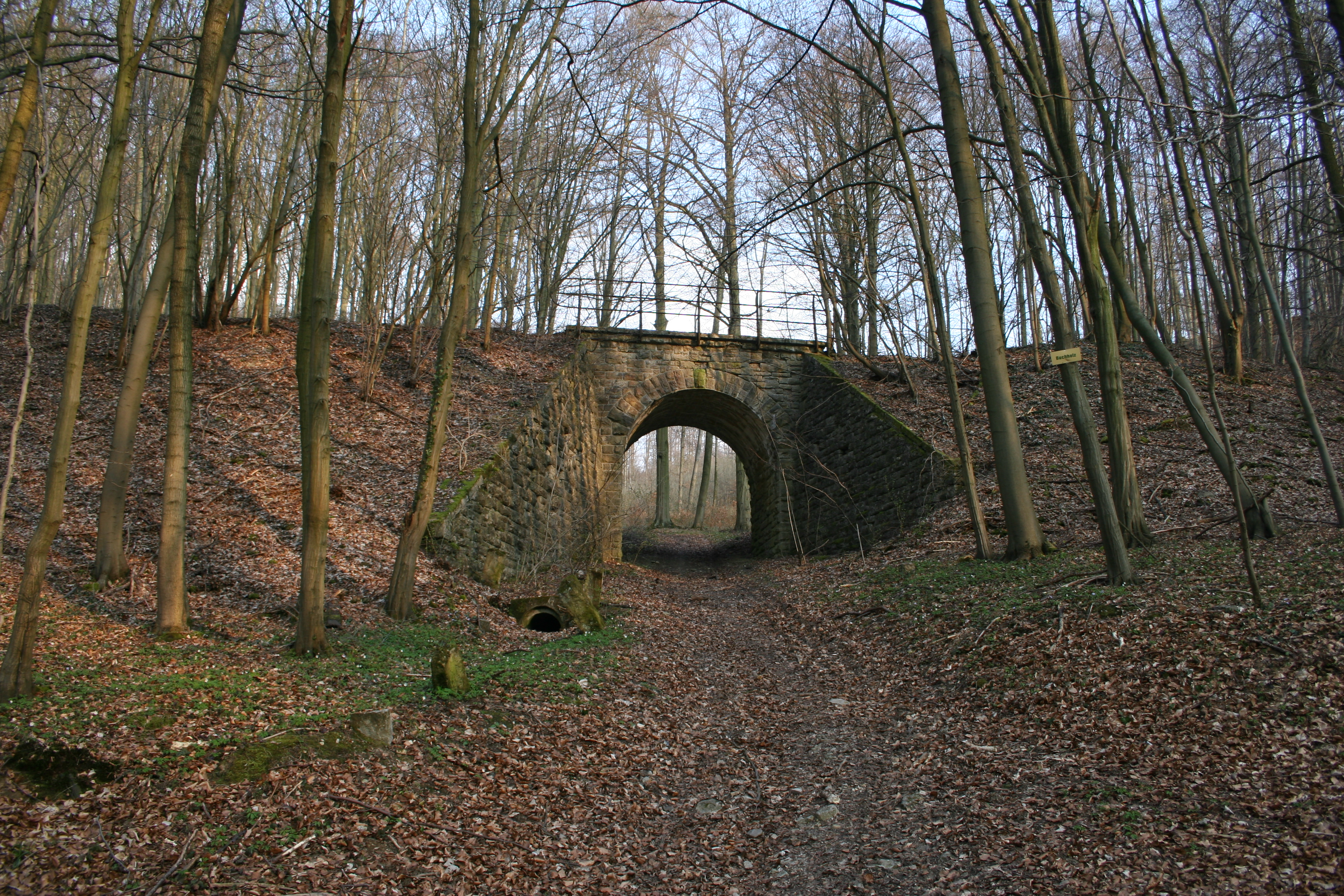
Brücke zwischen Wendehausen und Diedorf